# پیتر یارولاید
پیتر یارولاید (استونیایی: Peeter Järvelaid؛ زادهٔ ۲۸ نوامبر ۱۹۵۷) تاریخ‌نگار و استاد اهل استونی است.
وی دانش‌آموخته سال ۱۹۸۱ از دانشگاه تارتو و استاد دانشگاه تالین است. یارولاید مدرک جی‌دی خود را از موسسه مکاتبات حقوقی اتحادیه مسکو در سال ۱۹۹۰ اخذ کرده است.